# Léonce le Myroblyte
 (janvier 2020).
Si vous disposez d'ouvrages ou d'articles de référence ou si vous connaissez des sites web de qualité traitant du thème abordé ici, merci de compléter l'article en donnant les références utiles à sa vérifiabilité et en les liant à la section « Notes et références ».
Pour les articles homonymes, voir Léonce.
 (février 2020).
Léonce le Myroblyte (en grec : Λεόντιος ο Μυροβλύτης ; 1520-1605) est un vénérable de l’Église orthodoxe.